# TINC
TINC（ティンク）は、日本のヴィジュアル系ロックバンド。2006年12月10日、Shelly Trip Realize（シェリー・トリップ・リアライズ）からTINCに改名した。2008年4月20日解散。

## 歴史
- 2003年、元Aioriaのsarinoを中心に結成される。他のメンバーは、舞（元As'REAL）、キカサ（元Due'le quartz）、紫音（元Syndrome）。同年3月31日、YUKIYA主催イベント「開戦前夜 Kreis/Tokyo」にて初ライブを行う。
- 2004年8月13日、キカサ脱退。
- 2006年10月、Kreisから独立。12月10日、TINCに改名。
- 2008年4月20日、高田馬場AREAのワンマンライブをもって解散。

## メンバー
さりの
旧芸名はsarino。現在はニンジャマンジャパンで活動。
けんた
旧芸名は舞。
ゆうすけ
旧芸名は勇輔。現在はドレミ團、Psycho le CemuのYURAサマらとBrotherで活動。
たくま
旧芸名は紫音。

## ディスコグラフィ

### Shelly Trip Realize
Single
- Lie!!
- PRESENT
- Approach
- Night Party （配布）
- Feel
- KISS
- Passion （配布）
- Dive!
- Pt.Valentine
- Relic （配布）
- DARLIN' （A -TYPE）
- DARLIN' （B -TYPE）
- milky way☆彡

Album
- BRILLIANT WORLD
- BRILLIANT WORLD EX
- BRILLIANT WORLD DX
- BRILLIANT WORLD LIVE!

DVD
- BRILLIANT WORLD
- 虹色ジュークボックス

V.A.
- Shock Edge 2004
- Shelly Tic -珈琲店-

### TINC
Album
- Voyage （2007.3.14）